# بيتر ولف
بيتر ولف (بالإنجليزية: Peter Wolfe)‏ هو موسيقي ومغن مؤلف وشاعر بريطاني، ولد في 3 أغسطس 1968 في ميدستون في المملكة المتحدة.

## وصلات خارجية
- بيتر ولف على موقع ميوزك برينز (الإنجليزية)
- بيتر ولف على موقع أول ميوزيك (الإنجليزية)
- بيتر ولف على موقع ديسكوغز (الإنجليزية)